# Josef Scheill
Josef Scheill (auch Joseph; * 13. März 1784 in Reichenhall; † 9. Juli 1834 bei Braunsberg) war ein deutscher römisch-katholischer Geistlicher, Theologe, Kirchenrechtler und Hochschullehrer.

## Leben
Scheill wurde auf einem bei Reichenhall gelegenen Bauernhof geboren. Er besuchte das Benediktinergymnasium in Salzburg und ging dann an die nahe Universität Landshut. Dort studierte er von 1803 bis 1804 Rechtswissenschaften und ging anschließend vorübergehend in die Praxis an verschiedenen Kameralämtern, bevor er 1815 an die Universität Landshut zurückkehrte. Dort nahm er nun das Studium der Theologie auf. Kurz nach Eintritt in das neue Studium entschied er sich auch in das örtliche Priesterseminar einzutreten. Nachdem er 1817 eine akademische theologische Preisfrage gelöst hatte (Veröffentlichung 1820) und zum Priester geweiht wurde, ging er zunächst auf eine längere Italienreise.
Scheill wurde nach seiner Rückkehr 1818 Kaplan an der Aukirche in München, kehrte jedoch nach Landshut zurück. Dort bekam er eine Predigerstelle an der Martinskirche und wurde 1821 aufgrund seiner Preisschrift Darstellung der hermeneutischen Momente bei der Beweisführung der dogmatischen Bibelstellen zum Dr. theol. promoviert. 1824 verließ er die heimatlichen Regionen und folgte einem Ruf nach Braunsberg. Dort wurde er Professor der Pastoraltheologie am Lyceum Hosianum und zugleich früstbischöflich-ermländischer Regens des örtlichen Priesterseminars. Der Papst ernannte ihn zum Apostolischen Protonotar.
Scheill war aufgrund seiner klar artikulierten Ablehnung staatlicher Eingriffe in kirchliche Angelegenheiten und seinem harten Ton gegenüber seinen Gegnern, verbunden mit seinem Fleiß, insbesondere beim Klerus beliebt. Er verstarb beim Baden bei Braunsberg.

## Publikationen (Auswahl)
Neben diversen Herausgaben und Zeitschriften veröffentlichte Scheill unter anderem eigenständig:
- Kirche und Staat, Lentner, München 1818.
- Das baierische Konkordat: vertheidigt gegen die „Betrachtungen über das baierische Konkordat“ in den Ueberlieferungen zur Geschichte unserer Zeit, gesammelt von H. Zschokke., Lentner, München 1818.
- Die Patronatsrechte der Kommunen im Königreiche Baiern, nebst einer Prüfung der modernen Grundsatze über das Patronatsrecht überhaupt, Lentner, München 1819.
- Darstellung der hermeneutischen Momente bei der Beweisführung der dogmatischen Bibelstellen, Thomann, Landshut 1820.
- Vermischte Predigen, Seidel, Sulzbach 1827.